# 第2次ジョンソン内閣
第2次ジョンソン内閣は、2019年12月16日に発足したボリス・ジョンソンを首相とする内閣である。2019年イギリス総選挙で与党保守党が1987年イギリス総選挙以来の大勝をおさめると、ジョンソン首相がエリザベス女王に拝謁したのち組閣された
。

## 歴史
2019年7月にテリーザ・メイ首相の辞任以後に発足した第1次ジョンソン内閣の与党保守党は議会においては少数派になっており、ブレグジットをめぐる政治的行き詰まりのせいで、法律の制定ができないでいた。
「2011年議会任期固定法」によれば、庶民院の解散総選挙に「庶民院で3分の2以上の多数で解散を決議」を要する。ジョンソン首相は特例法である「2019年イギリス早期議会総選挙法」の可決により「2011年議会任期固定法」の要件を回避した。同年12月12日に行われた庶民院総選挙の結果、与党保守党は全野党の議席より80議席多い365議席を獲得する、マーガレット・サッチャー内閣のときの1987年イギリス総選挙以来の大勝をおさめた。これによりジョンソン内閣は国民の信任を得たとして「第2次ジョンソン内閣」が発足した。
新内閣では、第1次ジョンソン内閣終了時の閣僚が留任されている。総選挙で引退したニッキー・モーガンデジタル・文化・メディア・スポーツ大臣と議席を失ったザック・ゴールドスミス環境・食糧・農村地域担当副大臣兼国際開発担当副大臣は一代貴族として政府内に残った。
2020年1月31日のイギリスの欧州連合離脱に伴い、欧州連合離脱省が解体され、ステファン・バークレー欧州連合離脱大臣は内閣を去った。
2022年9月6日にボリス・ジョンソン首相は辞任し、後継としてトラス内閣がエリザベス2世女王（当時）によって任命された。

## 閣僚の一覧
| 役職                                              | 画像 | 大臣                                     | 任期                            |
| ------------------------------------------------- | ---- | ---------------------------------------- | ------------------------------- |
| 内閣の閣僚                                        |      |                                          |                                 |
| 首相 第一大蔵卿 国家公務員担当大臣 連合担当大臣   |      | ボリス・ジョンソン                       | 2019年7月24日 - 2022年9月6日    |
| 筆頭国務大臣 外務・英連邦大臣                     |      | ドミニク・ラーブ                         | 2019年7月24日 - 2021年9月15日   |
| 財務大臣 第二大蔵卿                               |      | サジド・ジャヴィド                       | 2019年7月24日 - 2020年2月13日   |
| 財務大臣 第二大蔵卿                               |      | リシ・スナク                             | 2020年2月13日 -2022年7月5日     |
| 財務大臣 第二大蔵卿                               |      | ナディム・ザハウィ                       | 2022年7月5日 -                  |
| 内務大臣                                          |      | プリティ・パテル                         | 2019年7月24日 -                 |
| 欧州連合離脱大臣                                  |      | ステファン・バークレー                   | 2018年11月16日 - 2020年1月31日  |
| 国防大臣                                          |      | ベン・ウォレス                           | 2019年7月24日 -                 |
| 保健・社会介護大臣                                |      | マット・ハンコック                       | 2018年7月9日-2021年6月26日      |
| 保健・社会介護大臣                                |      | サジド・ジャヴィド                       | 2021年6月26日 -2022年7月5日     |
| 大法官 司法大臣                                   |      | ロバート・バックランド                   | 2019年7月24日 -                 |
| 教育大臣                                          |      | ギャヴィン・ウィリアムソン               | 2019年7月24日 -                 |
| 国際貿易大臣 通商会議議長 女性・平等担当大臣      |      | リズ・トラス                             | 2019年9月10日-                  |
| ビジネス・エネルギー・産業戦略大臣                |      | アンドレア・レッドサム                   | 2019年7月24日 - 2020年2月13日   |
| ビジネス・エネルギー・産業戦略大臣                |      | アロック・シャーマ                       | 2020年2月13日 -                 |
| 環境・食糧・農村地域大臣                          |      | テリーザ・ヴィリアーズ                   | 2019年7月24日 - 2020年2月13日   |
| 環境・食糧・農村地域大臣                          |      | ジョージ・ユースティス                   | 2020年2月13日 -                 |
| 運輸大臣                                          |      | グラント・シャップス                     | 2019年7月24日-                  |
| 住宅・コミュニティ・地方自治大臣                  |      | ロバート・ジェンリック                   | 2019年7月24日 -                 |
| 貴族院院内総務 王璽尚書                           |      | ボウズ・パークのエヴァンス女男爵         | 2016年7月14日 -                 |
| スコットランド大臣                                |      | アリスター・ジャック                     | 2019年7月24日 -                 |
| ウェールズ大臣                                    |      | サイモン・ハート                         | 2019年12月16日 -                |
| 北アイルランド大臣                                |      | ジュリアン・スミス                       | 2019年7月24日 - 2020年2月13日 - |
| 北アイルランド大臣                                |      | ブランドン・ルイス                       | 2020年2月13日 -                 |
| 国際開発大臣                                      |      | アロック・シャーマ                       | 2019年7月24日 - 2020年2月13日   |
| 国際開発大臣                                      |      | アン・マリー・トレベリアン               | 2020年2月13日 -                 |
| デジタル・文化・メディア・スポーツ大臣            |      | ニッキー・モーガン                       | 2019年7月24日 - 2020年2月13日   |
| デジタル・文化・メディア・スポーツ大臣            |      | オリヴァー・ダウデン                     | 2020年2月13日 -                 |
| 労働・年金大臣                                    |      | テリーズ・コフィー                       | 2019年9月8日 -                  |
| ランカスター公領大臣                              |      | マイケル・ゴーヴ                         | 2019年7月24日 -                 |
| 無任所大臣 (保守党幹事長)                         |      | ジェームズ・クレバリー                   | 2019年7月24日 - 2020年2月13日   |
| 無任所大臣 (保守党幹事長)                         |      | アマンダ・ミリング                       | 2020年2月13日 -                 |
| 閣議に出席する閣外の役職                          |      |                                          |                                 |
| 庶民院院内総務 枢密院議長                         |      | ジェイコブ・リース＝モグ                 | 2019年7月24日 -                 |
| 財務省首席担当官                                  |      | リシ・スナク                             | 2019年7月24日 - 2020年2月13日   |
| 財務省首席担当官                                  |      | ステファン・バークレー                   | 2020年2月13日 -                 |
| 庶民院院内幹事長 財務省政務担当官                 |      | マーク・スペンサー                       | 2019年7月24日 -                 |
| 法務長官                                          |      | ジェフリー・コックス                     | 2018年7月9日 - 2020年2月13日    |
| 法務長官                                          |      | スエラ・ブレイバーマン                   | 2020年2月13日 -                 |
| 内閣府担当大臣 主計長官                           |      | オリヴァー・ダウデン                     | 2019年7月24日 -                 |
| ビジネス・エネルギー・クリーン成長担当副大臣      |      | クワシ・クワーテング                     | 2019年7月24日 -                 |
| ノーザンパワーハウス及び地方成長担当副大臣        |      | ジェイク・ベリー                         | 2019年7月24日 -                 |
| 住宅・都市計画担当副大臣                          |      | エスター・マクヴェイ                     | 2019年7月24日 - 2020年2月13日   |
| 環境・食糧・農村地域担当副大臣 国際開発担当副大臣 |      | リッチモンド・パークのゴールドスミス男爵 | 2019年9月6日-                   |
| 安全保障担当副大臣 EU離脱・合意なき離脱準備副担当 |      | ブランドン・ルイス                       | 2019年7月24日 - 2020年2月13日   |